# Léon Crémière
Léon Crémière, né le 7 février 1831 à Paris et mort le 2 avril 1913 à Neuilly-sur-Seine, est un photographe français. Il réalise de nombreux portraits de militaires, et photographies d'animaux.

## Biographie
D'une famille de Poitiers et Loudun, Léon Crémière est le fils d'Hector Pierre Crémière, négociant, et d'Athénaïs Surdun. Il est le neveu de Constantin Stamaty.
Assistant de Disderi, Léon Crémière crée son propre studio à Paris en 1861, et se spécialise dans les photographies de chiens de chasse et l’équitation.
Installé au 28, rue Laval à Paris, il devient éditeur et photographe de la maison de l’empereur Napoléon III en 1866.
Il utilise le pseudonyme littéraire de Lazare.
Il publie des recueils de photographies et fonde en 1866 Le Centaure, revue hebdomadaire illustrée du sport, de la vénerie, de l'agriculture et des arts qui paraîtra jusqu’en 1868. Les gravures sont dessinées à partir de photographie. Crafty l'illustrateur fournit de nombreux dessins et ses deux premiers albums Snob à Paris et Snob à l’Exposition seront édités par Léon Crémière en 1866 et 1867.
En 1882, il est directeur du journal Le Chenil, imprimerie Lemercier. La même année, il crée le Stud Book Continental (SBC), qui sera remplacé par le Livre des origines français de la Société centrale canine, en 1885.

## Œuvres et publications
- La chasse du loup du comte Le Couteulx de Canteleu. Paris, veuve Bouchard-Huzard, 1861. Photographies par Léon Cremière et F. Hanfstaengl.
- La vénerie française, à l'exposition de 1865, album de 36 photographies, précédé d'une introduction du comte Le Couteulx de Canteleu. Paris, J. Rothschild, 1865.
- Album du centaure, chevaux, 1866.
- Stud Book Continental des races canines (SBC), 1882.
- Le chenil illustré. Types des races canines avec notices extraites des meilleurs ouvrages. Paris, Didot, 1885.
- Album du prince impérial, armée française. Photographies par Léon Crémière et F. Hanfstaengl, 28 rue de Laval, Paris.

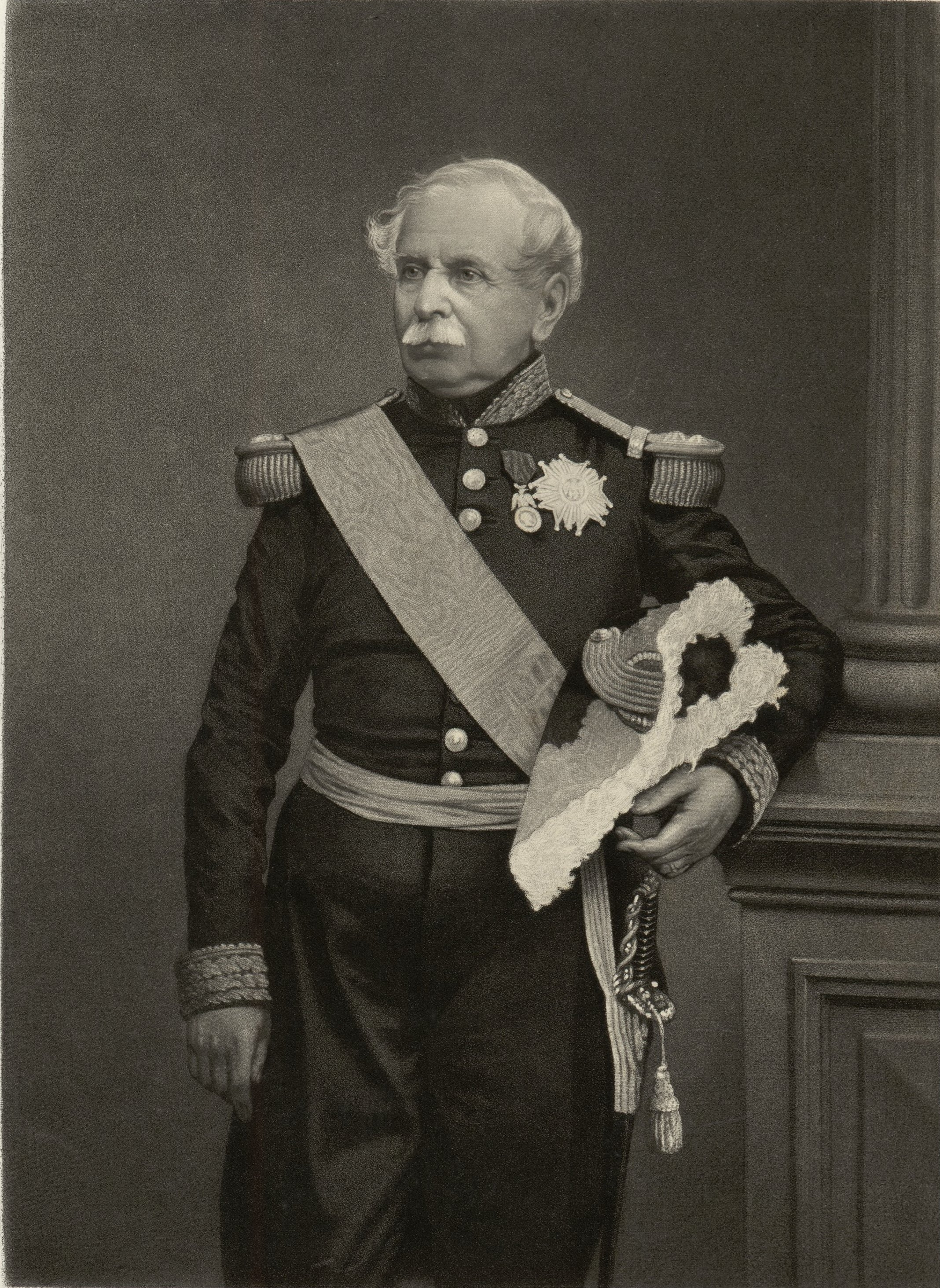
Portrait de Jacques Louis Randon tiré par Léon Crémière.
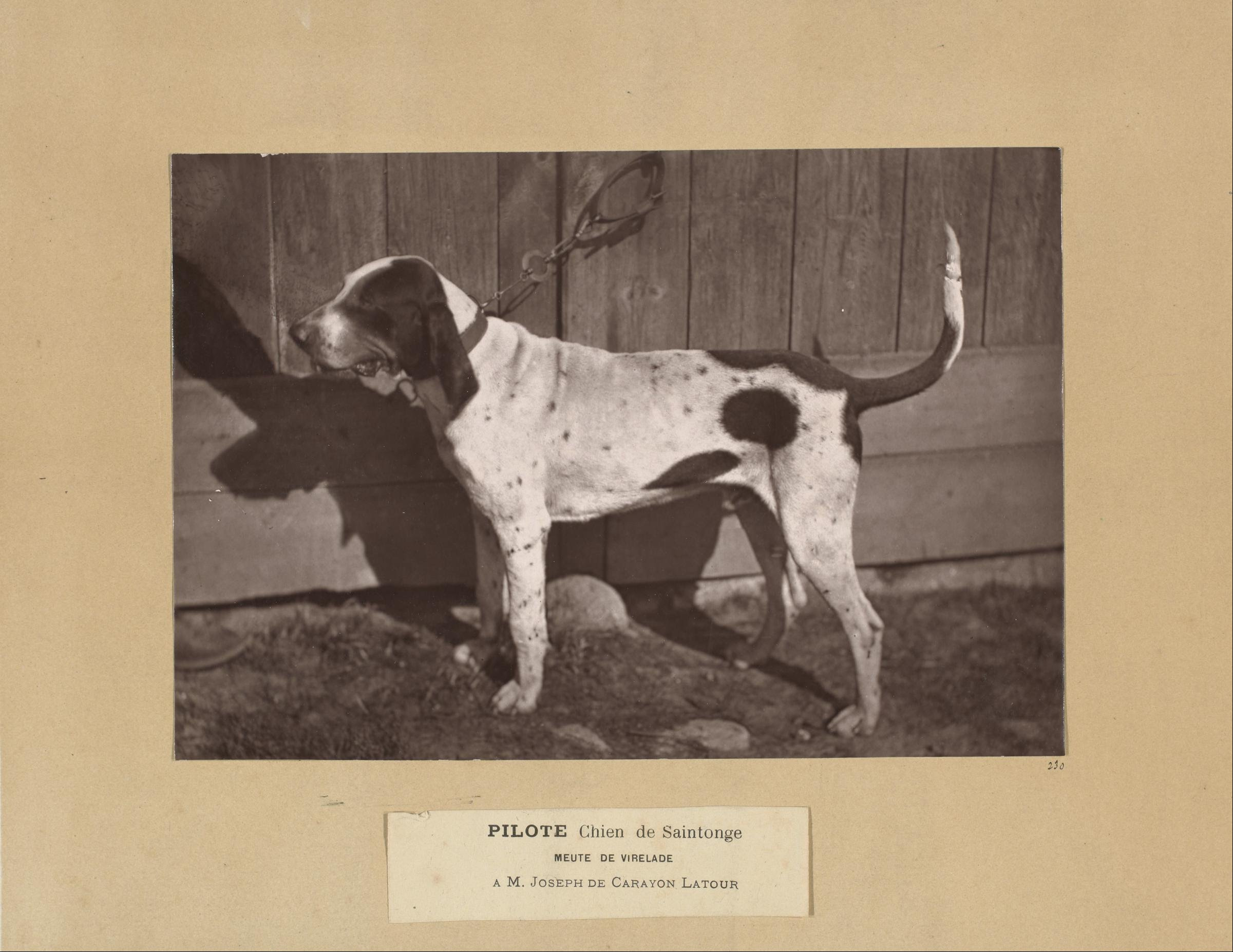
Pilote, Chien de Saintonge, Meute de Virelade, A.M. Joseph de Carayon Latour (1881).